# Cláudia Teles
Cláudia Jaqueline Lopes Teles (2 de janeiro de 1992), conhecida também como Claudinha, é uma jogadora de rugby sevens e union brasileira.

## Carreira
Claudinha integrou o elenco da Seleção Brasileira Feminina de Rúgbi de sete que ficou em 9.° lugar na Rio 2016.